# Rosa silverhjelmii
Rosa silverhjelmii là loài thực vật có hoa trong họ Hoa hồng. Loài này được SCHRENK miêu tả khoa học đầu tiên.